# 元帅楼
36°03′02″N 120°20′35″E / 36.05056°N 120.34306°E
元帅楼，又称高桥商会别墅，位于中国山东省青岛市市南区山海关路17号，建于1940年，现为全国重点文物保护单位青岛八大关近代建筑的子项。

## 历史
山海关路17号最初业主为日资贸易商高桥商会，1940年3月由其代表人高桥丑吉请照建造，曾委托中国籍代表唐镜元办理手续。该建筑由建筑师陈瑞庭设计，昭和组承建，1940年4月开工，同年10月竣工，建筑费用60000元。
1949年青岛解放以后，该楼改为招待所。因十大元帅中有六位曾入住该楼疗养，该楼后来被称为“元帅楼”。1949年4月末太原解放、6月2日青岛解放之后的同年秋季，徐向前因病到此疗养，两个月后赴北京，后来曾于1955年夏再次入住该楼。1951年7月至9月，罗荣桓在此休养两个月。彭德怀于抗美援朝胜利后的1954年4月至6月在此休养。刘伯承于1955年因病在此休养。1956年，贺龙曾入住此处。1979年叶剑英第二次到青岛时入住该楼。此外，贺子珍曾于1960年代在此常住。1988年，时任上海市委书记江泽民到青岛时入住该楼。
该楼曾于1979年、1999年进行改造及装修。2001年6月25日，该楼列入第五批全国重点文物保护单位青岛八大关近代建筑子项。

## 建筑特色
山海关路17号为一栋近代日式建筑，占地面积1299平方米，建筑面积约827平方米，地上2层，地下1层。外墙花岗岩石砌勒脚，墙身现为淡黄色砂浆拉毛墙面，局部装饰部位为白色抹灰。外墙一、二层间出挑雨棚，顶部设女儿墙，带壁柱装饰。南立面东侧半圆形凸出，开拱形窗洞，西侧开矩形窗，各窗周围白色抹灰窗套，条石窗台。主入口设于半圆形凸出部分与平直墙体的连接处，设一处尺度较小的圆柱拱券门廊，券面与圆柱上以黑、白、绿、黑褐四种颜色的马赛克瓷砖贴面。门廊上为露台，设砖砌十字镂空栏板。东立面原为敞廊，现改造为露台。楼内装修陈设采用日式风格，地板铺榻榻米，细木框方格隔扇，户外庭院也营造成日式园林。